# Antocha dilatata
Antocha dilatata là một loài ruồi trong họ Limoniidae. Chúng phân bố ở miền Cổ bắc.